# Nakano-fujimichō (metropolitana di Tokyo)
Nakano-Fujimichō (中野富士見町駅?, Nakano-Fujimichō-eki) è una stazione della metropolitana di Tokyo e si trova nel quartiere di Nakano a Tokyo. Appartiene alla diramazione Hōnanchō della Marunouchi della Tokyo Metro.

## Struttura
La stazione è dotata di due marciapiedi laterali con due binari sotterranei.
| 1 | Linea Marunouchi | per Hōnanchō                                     |
| 2 | Linea Marunouchi | per Nakano-Sakaue, Ogikubo, Shunjuku e Ikebukuro |

## Stazioni adiacenti
| «                | Servizio             | »                |
| Linea Marunouchi | Linea Marunouchi     | Linea Marunouchi |
| ---------------- | -------------------- | ---------------- |
| Hōnanchō         | Diramazione Hōnanchō | Nakano-Shimbashi |